# Thirty Island Lake
Thirty Island Lake är en sjö i Kanada.   Den ligger i countyt Frontenac County och provinsen Ontario, i den sydöstra delen av landet, 120 km sydväst om huvudstaden Ottawa. Thirty Island Lake ligger 156 meter över havet. Arean är 2,0 kvadratkilometer. Den ligger vid sjön Thirteen Island Lake. Den sträcker sig 3,0 kilometer i nord-sydlig riktning, och 2,2 kilometer i öst-västlig riktning.
I omgivningarna runt Thirty Island Lake växer i huvudsak blandskog. Runt Thirty Island Lake är det mycket glesbefolkat, med 3 invånare per kvadratkilometer.